# Силекс Кратово
Силекс Кратово е футболен отбор от град Кратово, Северна Македония.
Клубът играе домакинските си срещи на градския стадион в Кратово (капацитет 1800 души). Цветовете на тима са червено и синьо.

## История
Отборът е основан през 1965 г. Най-голямото постижение на тима в бивша Югославия е четвъртфинал за купата през 1990 г. Силекс е участник в Първа македонска футболна лига от самото ѝ създаване до 2013 г., когато изпада. Най-големите успехи на тимът са през 1990–те години, когато Силекс е шампион на Северна Македония три последователни пъти – от 1995 г. до 1998 г.

## Отличия
Първа лига:
- Шампион (3): 1995/96, 1996/97, 1997/98
- Вицешампион (5): 1992/93, 1993/94, 1994/95, 1998/99, 2003/04

 Втора лига:
- Победител (1): 2013/14

 Македонска републиканска купа:
- Носител (2): 1989, 1990

 Купа на Македония:
- Носител (3): 1994, 1997, 2020/21

## Участия в ЕКТ
| Сезон     | Турнир                     | Кръг       |  | Отбор                  | Резултат |  |
| --------- | -------------------------- | ---------- |  | ---------------------- | -------- |  |
| 1995/96   | Купа на носителите на купи | Кв. кръг   |  | Вац Самсунг            | 1:1, 3:1 |  |
|           |                            | 1 кръг     |  | Борусия Мьонхенгладбах | 0:3, 2:3 |  |
| 1996/97   | Купа на УЕФА               | 1 кв. кръг |  | ИА Акранес             | 0:2, 1:0 |  |
| 1997/98   | Шампионска лига            | 1 кв. кръг |  | Бейтар Йерусалим       | 1:0, 0:3 |  |
| 1998/99   | Шампионска лига            | 1 кв. кръг |  | Клуб Брюж              | 0:0, 1:2 |  |
| 1999/2000 | Купа на УЕФА               | кв. кръг   |  | Шахтьор Донецк         | 1:3, 2:1 |  |
| 2004/05   | Купа на УЕФА               | 1 кв. кръг |  | НК Марибор             | 0:1, 1:1 |  |
| 2005      | Интертото                  | 1 кръг     |  | Бейтар Йерусалим       | 3:4, 1:2 |  |

## Бългаски футболисти
- Свилен Щерев: 2021/22 (11 мача – 2 гола)